# Howl

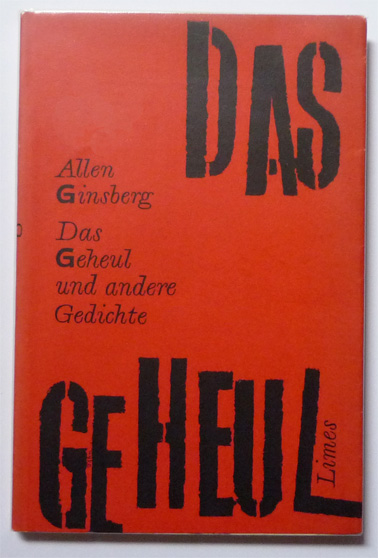
Das Geheul, deutsche Erstausgabe, Limes, Wiesbaden 1959

Howl (deutsch Das Geheul) ist das bekannteste Gedicht des US-amerikanischen Schriftstellers Allen Ginsberg. Ginsberg trug es öffentlich zum ersten Mal am 7. Oktober 1955 anlässlich der Six Gallery reading in San Francisco vor. Es ist dem Kollegen und Freund Carl Solomon gewidmet, den Ginsberg am New York State Psychiatric Institute kennengelernt hatte.
Es gilt als herausragendes Gedicht der Beat Generation.

## Inhalt
Howl besteht aus drei Teilen und einer „Fußnote“. Der erste Teil ist der längste und bekannteste; die anderen Teile und die Fußnote entstanden erst nach dem ersten Vortrag.
Der erste Teil wird eingeleitet mit
I saw the best minds of my generation destroyed by madness, starving hysterical naked, dragging themselves through the Negro streets at dawn looking for an angry fix
(deutsch: Ich sah die besten Köpfe meiner Generation zerstört vom Wahnsinn, ausgemergelt hysterisch nackt, wie sie sich im Morgengrauen durch die Negerstraßen schleppten auf der Suche nach einer wütenden Spritze)
und fährt dann in einer Aneinanderreihung von Szenen – oft als Relativsätze verbunden – fort. Diese Szenen enthalten sowohl autobiographische und biographische Passagen aus dem Leben der Beat Generation als auch abstrakt-metaphysische und religiöse Symbolik. Wiederkehrende Themen sind Drogen, Jazzmusik und Wahnsinn vor dem Hintergrund der Vereinigten Staaten von Amerika in den 1950ern. Die Verse reimen sich nicht, werden aber durch den Klang der Worte zusammengehalten. Dabei benutzt Ginsberg auch Slang-Wörter:
yacketayakking screaming vomiting whispering facts and memories and anecdotes and eyeball kicks and shocks of hospitals and jails and wars
In einem entsprechenden Vortrag wirkt dieser Teil tatsächlich wie ein langes Geheul oder eine Wehklage. Es ist auch dem jüdischen Kaddisch nachempfunden, eine Übernahme, die Ginsberg später in seinem zweiten dichterischen Hauptwerk Kaddish zum Andenken an seine 1956 verstorbene Mutter explizit wiederholte.
Der zweite Teil stellt nach der Klage des ersten die Frage, wer oder was verantwortlich für das beschriebene Elend ist:
What sphinx of cement and aluminum bashed open their skulls and ate up their brains and imagination?
(deutsch: Welche Sphinx aus Zement und Aluminium schlug ihre Schädel auf und fraß ihre Hirne und Vorstellungskraft?)
Die Antwort ist Moloch, der nun mit verschiedenen Attributen belegt wird. Interpretationen deuten Moloch oft als die Großstadt, aber auch als das Geld oder den Kapitalismus. Im Gedicht bleibt dies jedoch offen, zumal Moloch auch als metaphysische und psychische Macht erscheint:
Moloch, who entered my soul early! Moloch, in whom I am a consciousness without a body!
(deutsch: Moloch, der früh in meine Seele eindrang! Moloch, in dem ich ein Bewusstsein ohne Körper bin!)
Nach den direkten Anklagen und Verfluchungen des Moloch im zweiten Teil ist der dritte Teil von versöhnlicherem Ton bestimmt. Er eröffnet mit der direkten Anrede an Carl Solomon, der sich in der Irrenanstalt Rockland befindet. Die nach jedem Vers wiederholte Beschwörung lautet
I’m with you in Rockland
während sich der Sprecher zu immer fantastischeren Visionen steigert, die im Einsturz der Mauern von Rockland und einer Art Heimkehr des Angesprochenen enden.
Die Footnote to Howl wird vom wiederholten Wort holy (heilig) bestimmt und spricht, im Vergleich zum Gedicht sehr optimistisch, alles Geschehen heilig:
Everything is holy! everybody's holy! everywhere is holy! everyday is in eternity! Everyman's an angel!

## Gerichtliche Auseinandersetzung
1957 beschlagnahmte die Polizei 520 Exemplare des Buches Howl and other poems, in dem das Gedicht veröffentlicht worden war. Gegen den Verleger Lawrence Ferlinghetti wurde Anklage erhoben. Insbesondere die Zeile
who let themselves be fucked in the ass by saintly motorcyclists, and screamed with joy
(deutsch: die sich in den Arsch ficken ließen von heiligen Motorradfahrern und vor Freude schrien)
galt als obszön. Ferlinghetti wurde von der American Civil Liberties Union unterstützt, und nach dem Anhören mehrerer Literaturwissenschaftler sprach das Gericht Ferlinghetti frei und billigte dem Gedicht eine herausragende gesellschaftliche Bedeutung zu. Durch den Prozess, über den landesweit berichtet wurde, gewannen das Gedicht und der Autor große Bekanntheit.

## Anspielungen
Das Gedicht enthält eine Vielzahl von Verweisen und teilweise nicht leicht verständlichen Anspielungen. Erwähnt werden unter anderem Ginsbergs Liebhaber Neal Cassady (als „N.C.“), Ginsbergs dichterisches Vorbild William Blake, aber auch Plotin und andere. Auch auf den Holocaust wird angespielt.

## Sonstiges
Ginsberg vermittelte mitunter den Eindruck, das Gedicht in kurzer Zeit in einem Rauschzustand geschrieben zu haben. Dies konnte widerlegt werden; tatsächlich arbeitete er mehrere Monate, vielleicht sogar Jahre, an dem Werk. Es wirkt dennoch wie ein plötzlicher, in sich geschlossener Gefühlsausbruch.
2010 erschien der Film Howl – Das Geheul der US-amerikanischen Regisseure Rob Epstein und Jeffrey Friedman, der das Gedicht in einer Animationssequenz illustriert sowie den Prozess und die dazu führenden Ereignisse in einer fiktiven Dokumentation zeigt.
In der Verfilmung von Burroughs’ Naked Lunch tritt eine deutlich an Ginsberg angelehnte Person auf, die an einem Howl ähnlichen Gedicht arbeitet.
Mehrere Musiker haben das Gedicht in ihren Werken erwähnt, so etwa Morrissey in seinem Stück Neal Cassady Drops Dead und Lana del Rey im Kurzfilm Tropico. Die US-Band Black Rebel Motorcycle Club benannte zudem ihr drittes Studioalbum Howl.
Der Text ist vielfach neu interpretiert und auch parodiert worden.

## Ausgaben
- Howl and other Poems. City Light Books, San Francisco div. Jahre, ISBN 0-87286-017-5 (Nachdrucke der Originalausgabe, englisch).
- Howl: Original Draft Facsimile, Transcript & Variant Editions …. HarperPerennial, New York 1995, ISBN 0-06-092611-2 (umfassendste und bestkommentierte Ausgabe, englisch).
- Howl / Geheul – Faksimile und Abschrift der ersten Fassung sowie verschiedener Überarbeitungen, vollständig kommentiert vom Autor, mit Briefen aus der Entstehungszeit, einem Bericht der ersten Lesung, Textmodellen sowie einer Bibliographie. Herausgegeben von Barry Miles. Mit einem Beitrag von Rolf Schwendter zur deutschen Übersetzungs- und Rezeptionsgeschichte. Edition Michael Kellner, Hamburg 1998, ISBN 3-89630-105-5.
- Allen Ginsberg: Gedichte. Rowohlt, Reinbek bei Hamburg 2004, ISBN 3-499-23675-3 (enthält deutsche Übersetzung Das Geheul).
- Howl (mit Eric Drooker). Harper Perennial; Original edition 2010, ISBN 0-06-201517-6.